# 格勒诺布尔有轨电车
格勒诺布尔有轨电车（法語：Tramway de Grenoble）是法国东南部城市格勒诺布尔的城市有轨电车系统，也是法国第二个现代有轨电车系统，第一条线路于1983年8月3日投入运营。截止2018年9月，该系统共包括5条有轨电车线路，共计81个车站，总长度约42.7公里（重合部分不另计）。

## 历史
1894-1952年间，格勒诺布尔曾有过老式有轨电车线路网，后因系统老化及私家车的发展而被普通公共汽车或无轨有轨电车代替。20世纪70年代，因石油危机的影响，法国交通部门提出了重新发展公共交通的计划，并开始着手现代有轨电车的方案。格勒诺布尔作为法国重点科教城市之一成为了首批列入该方案的城市。首条线路建成于1987年，最新的一条线路则建于2015年。

## 线路

格勒诺布尔有轨电车线路网

## 图集

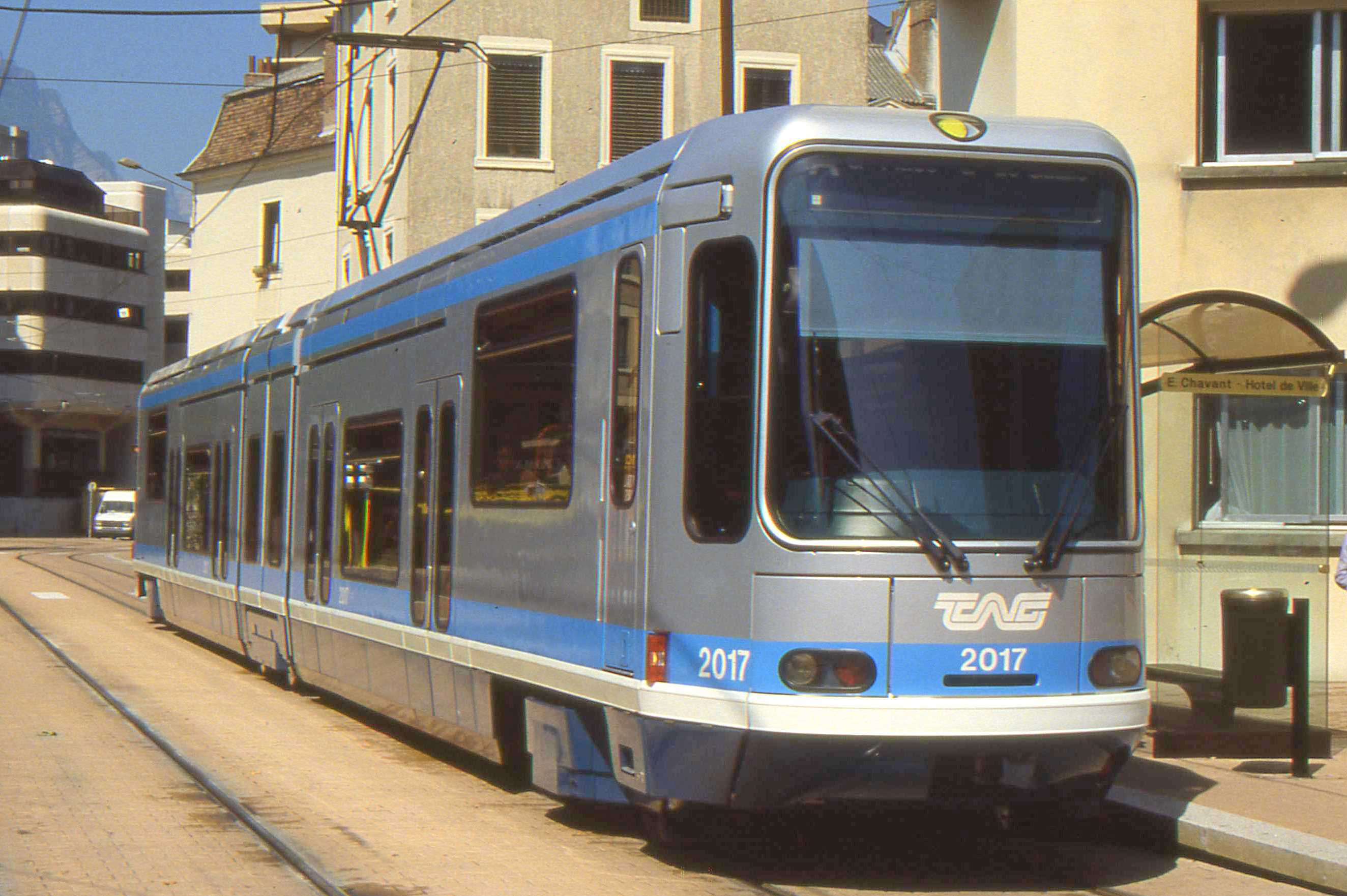
早期的法兰西标准有轨电车
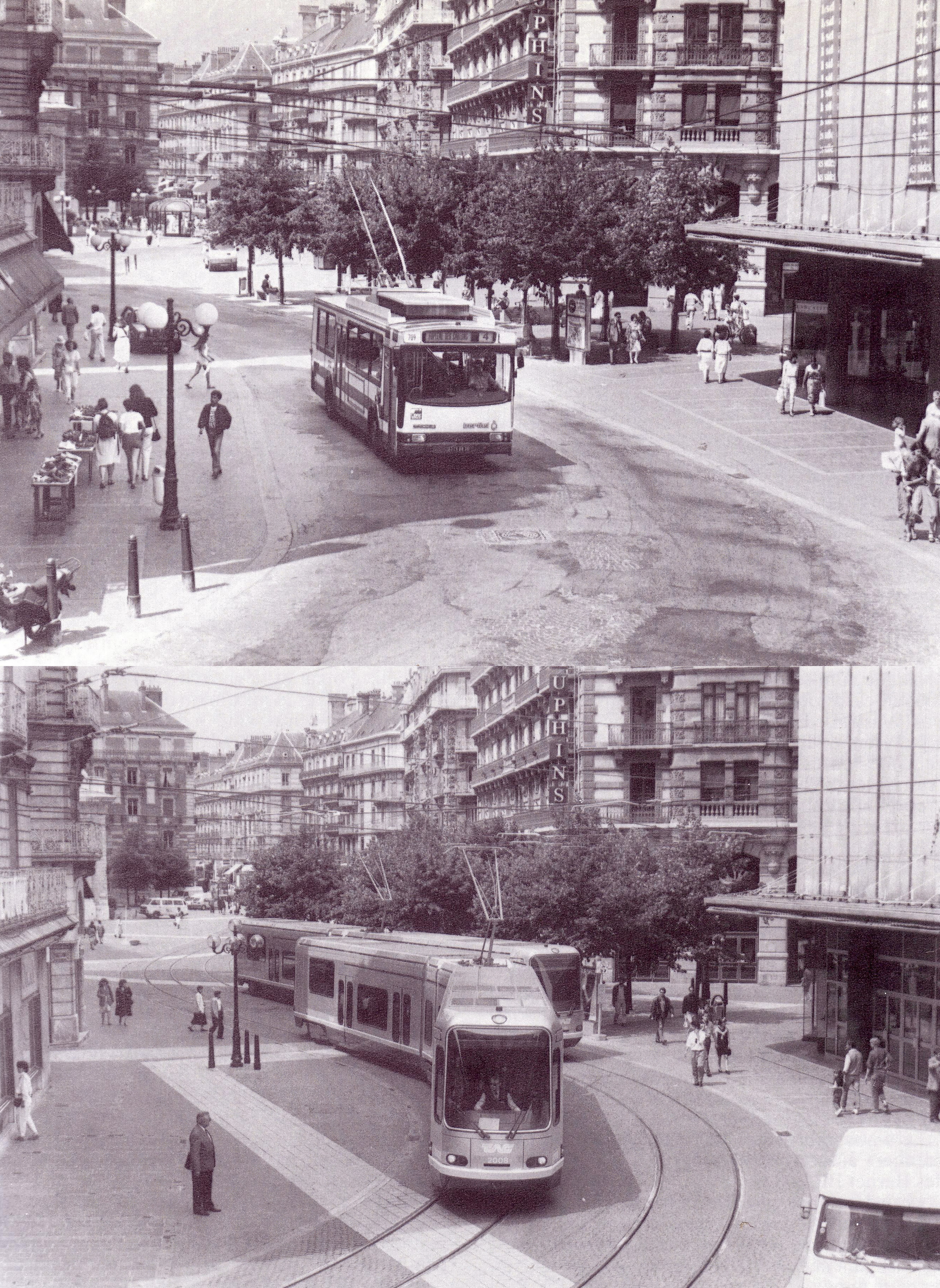
格勒诺布尔市区的无轨有轨电车线路被有轨电车代替
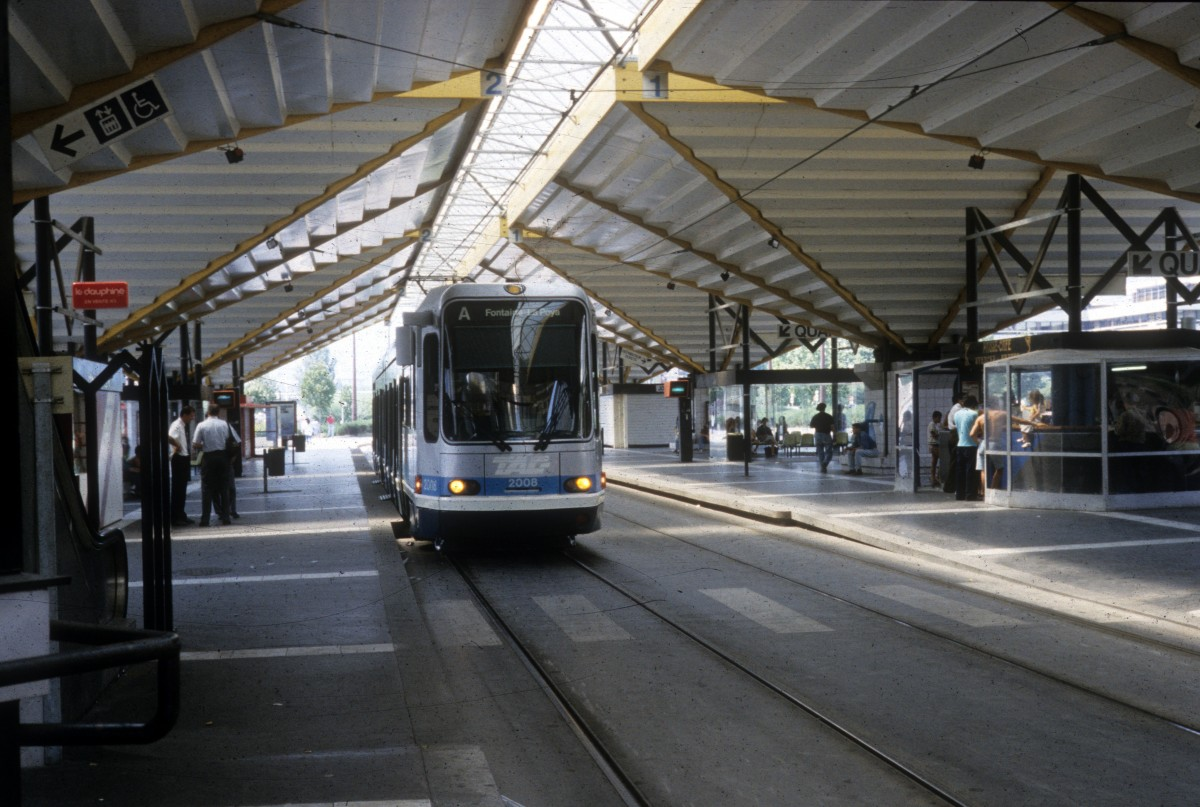
格勒诺布尔有轨电车A线"大广场站"
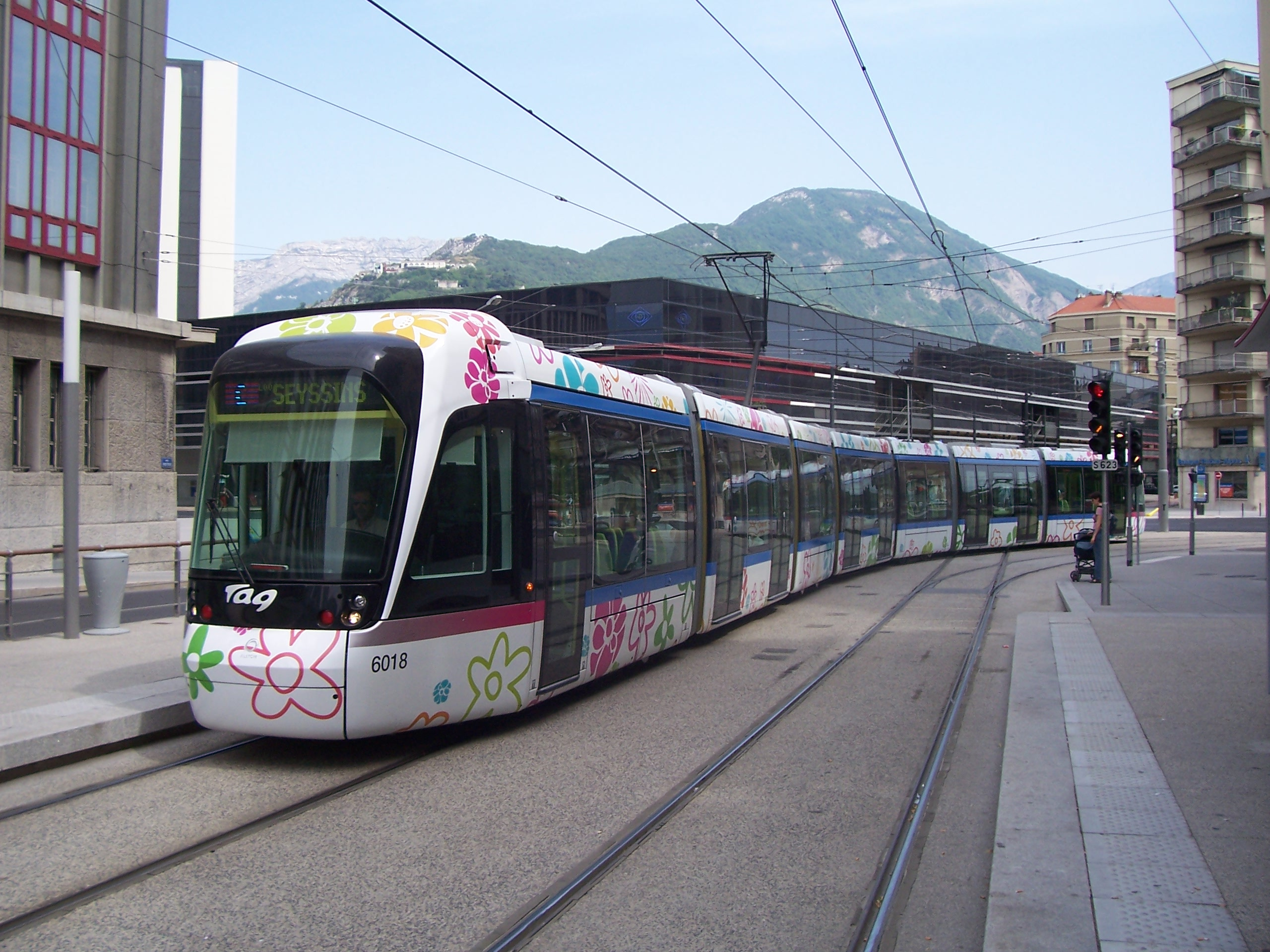
首列新型有轨电车